# Acianthera jordanensis
Acianthera jordanensis är en orkidéart som först beskrevs av Alexander Curt Brade, och fick sitt nu gällande namn av Fábio de Barros. Acianthera jordanensis ingår i släktet Acianthera och familjen orkidéer. Inga underarter finns listade i Catalogue of Life.